# كينتو ماسودا
كينتو ماسودا (باليابانية: 増田顕人) هو منتج أسطوانات وعازف بيانو وملحن ياباني، ولد في 29 يونيو 1973 في تشيبا في اليابان.

## وصلات خارجية
- الموقع الرسمي
- كينتو ماسودا على موقع IMDb (الإنجليزية)
- كينتو ماسودا على موقع ميوزك برينز (الإنجليزية)
- كينتو ماسودا على موقع أول ميوزيك (الإنجليزية)
- كينتو ماسودا على موقع ديسكوغز (الإنجليزية)